# Laura Jane Grace
Laura Jane Grace (rojena kot Thomas James Gabel), ameriška glasbenica, * 8. november 1980, Fort Benning, Georgia, Združene države Amerike.
Najbolj znana je kot ustanoviteljica, pevka, kitaristka in avtorica pesmi pankovske skupine Against Me!
Leta 2012 se je razkrila kot transspolna ženska in spremenila svoje ime v Laura Jane Grace. O svojih in tujih izkušnjah s transspolnostjo je posnela dokumentarno serijo True Trans, leta 2016 pa je izdala avtobiografijo Tranny: Confessions Of Punk Rock's Most Infamous Anarchist Sellout.
Leta 2016 je z Joan Jett in Miley Cyrus posnela več glasbenih videov za Happy Hippie Foundation in tako pomagala zbrati dobrodelna sredstva za brezdomno LGBT mladino.